# Жаглин, Василий Иванович
Василий Иванович Жаглин (19 января 1935 года, с. Хохол Хохольский район Воронежская область — 	22 декабря 2015 года, Воронеж) — советский и российский деятель промышленности строительных материалов. Заслуженный строитель Российской Федерации (1994).

## Биография
В 1950—1954 годы обучался в Отрожском техникуме железнодорожного транспорта МПС по специальности «Вагонное хозяйство». Присвоена квалификация «Техник-механик вагонного хозяйства».
1954—1955 год — поездной вагонный мастер Главного управления железнодорожного строительства Минтрансстроя СССР (Строительство 505 Монгольская народная республика).
1955—1958 год — на действительной военной службе в Советской Армии.
1958—1959 год — механик цеха, сменный мастер Хохольского кирпичного завода.
1959—1961 год — слесарь, сменный мастер, наладчик механического цеха завода им. Сталина.
1961—1968 год — начальник цеха, начальник ПТО, главный инженер Воронежского завода стройматериалов.
1968—1969 год — главный конструктор проекта технологического отдела Зонального проектно-конструкторского бюро министерства Промстройматериалов РСФСР.
1969—1972 год — начальник технологического отдела Воронежского треста «Оргтехстром».
1972 −1977 год — главный конструктор проекта Воронежского филиала «Росоргтехстром».
1975 год — окончил Всесоюзный заочный финансово-экономический институт по специальности «Планирование промышленности». Присвоена квалификация «Экономист».
1977—1978 год — начальник планового-экономического отдела, заместитель генерального директора производственного объединения «Воронежстройматериалы».
1978—1981 год — директор Воронежского завода строительных материалов.
1981—2003 год — директор Воронежского завода силикатного кирпича (с 1992 года — ЗАО «Воронежский комбинат строительных материалов»).
2003—2015 год — председатель совета директоров ЗАО «Воронежский комбинат строительных материалов».

## Основные достижения
В 1981—2003 годах — директор Воронежского завода силикатного кирпича (с 1992 — ЗАО "Воронежский комбинат строительных материалов"), одного из крупнейших в стране производителей силикатных изделий. В 2003—2015 годах — председатель совета директоров ЗАО «Воронежский комбинат строительных материалов». Активный участник создания прогрессивной техники по производству автоклавного газобетона для широкого распространения в промышленности строительных материалов.
В 1982—1986 годах руководил масштабной реконструкцией Воронежского завода силикатного кирпича, при которой была заменена большая часть оборудования, в том числе автоклавное хозяйство, реконструированы химводоочистка, котельная и компрессорная, построены склады кирпича с учётом пакетной отгрузки, введена в строй 3-я шаровая мельница, доставка песка из карьера переведена на тепловозную тягу, построена новая галерея подачи сырья из массозаготовительного цеха в кирпичный цех № 1, построен крытый склад готовой продукции в цехе минераловатных изделий, отремонтированы все дороги. Были значительно улучшены условия труда и быта сотен рабочих, построены 2 жилых дома на 140 квартир, детсад на 320 мест с плавательным бассейном. В дальнейшем, в период 1995—2001 год было построено ещё 3 жилых дома на 270 квартир.
В 1989 году по инициативе В. И. Жаглина, впервые в СССР, Воронежский завод «Тяжмехпресс», руководимый Ковалёвым А. Я. сконструировал и изготовил для завода силикатного кирпича 4 автоматизированных комплекса (гидравлических пресса) марки АКД-0537. Комплексы автоматически осуществляли заполнение пресс-формы смесью с дополнительным перемешиванием, прессование, перенос отпрессованного сырца кирпича на шаговый конвейер, перенос сырца с транспортера на стапелер, укладку кирпича на запарочную вагонетку. Пресса были оснащены механизмом для быстрой смены пресс-формы, а также устройством автоматической регулировки глубины засыпки в зависимости от давления в сырце. Оборудование было смонтировано в новом прессовом отделении, что позволило, помимо основной продукции, начать выпуск малоизвестного тогда облицовочного, в том числе пустотного кирпича. Впоследствии этими комплексами были оснащены ОАО «Гомельстройматериалы» (Република Беларусь), ОАО «Гнездово» (Смоленск) и ОАО «Костромской силикатный завод».
В начале 90-х годов под руководством В. И. Жаглина на заводе освоено производство герметизирующей мастики «Тегерон» для панельного домостроения, гофрированных минераловатных плит с прокладочным материалом, а также минераловатных плит повышенной жесткости для судостроения. Их поставки осуществлялись на предприятия Минсудпрома СССР во Владивосток, Николаев, Калининград и Ленинград вплоть до начала перестроечных процессов.
В 1996—1998 годах В. И. Жаглиным совместно с конструкторами ЗАО «Тяжмехпресс» разработан новый способ полусухого формования сырца кирпича, предложены новые технические решения для механического пресса для полусухого формования, в том числе формование сырца кирпича в два этапа за один ход прессующего инструмента. Изобретения решали задачи повышения производительности оборудования и качества прессуемого кирпича за счёт придания сырцу равномерной плотности по объёму, повышения прочности, уменьшения разброса по размерам, исключения расслоений в структуре кирпича. Новые технические решения были успешно внедрены на ЗАО «Воронежский комбинат строительных материалов», ЗАО «Семилукский комбинат строительных материалов», ОАО «Семилукский огнеупорный завод».
В 1998 году на Воронежском комбинате строительных материалов, одном из первых в России, был установлен немецкий гидравлический пресс фирмы Dorstener, обеспечивающий двустороннее прессование силикатной смеси и получение высококачественного сырца кирпича.

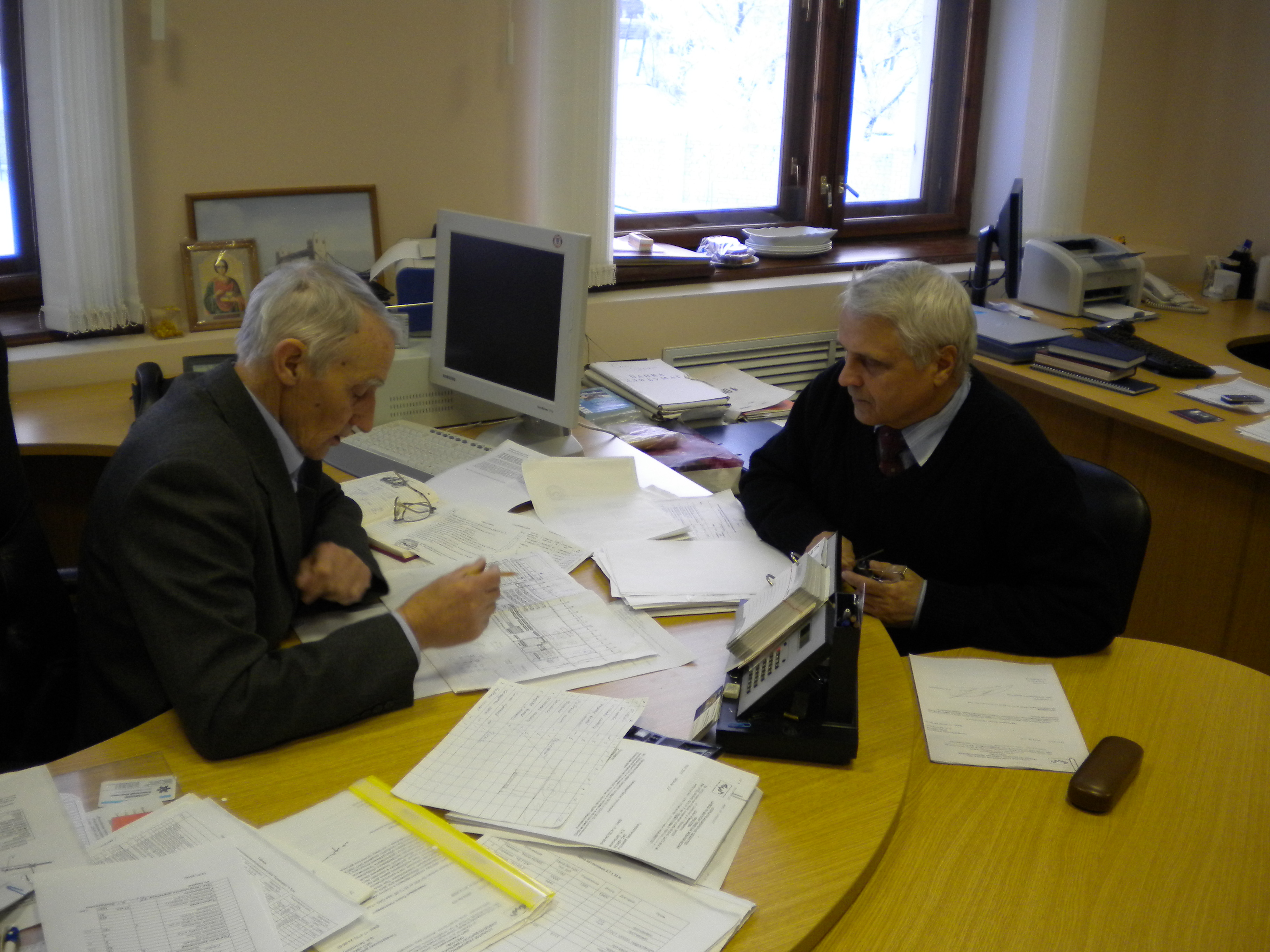
Обсуждение проекта с Арцыбашевым Г. А. 2010 г.

С 1995 года В. И. Жаглиным предпринимались усилия по освоению выпуска автоклавного газобетона и в октябре 2003, впервые в Воронежской области, на базе остановленного кирпичного цеха было запущено производство первоначальной мощностью 70 тыс. м3 в год. За основу была принята резательная технология, освоенная фирмами Ytong и Masa Henke, то есть заливка смеси в форму с одним отъёмным бортом, кантовка формы на 90° после созревания массива, обрезка массива с боков по размеру 600 мм, резка по горизонтали и вертикали струнами из гладкой проволоки диаметром 0,5-0,8 мм. Главной отличительной особенностью данного производства стало минимальное время предварительной выдержки до начала резки массива — около 20 минут (при средней плотности массива 500 кг/м3). После автоклавной обработки производилось силовое разделение блоков по горизонтальным резам. В отличие от технологии немецких фирм, использовались виброплощадки с колебаниями в горизонтальном направлении с регулируемой частотой и амплитудой. Оригинальная технологическая схема была разработана совместными усилиями специалистов ЗАО «Корпорация Стройматериалов», ЗАО «Воронежский комбинат строительных материалов» и ЗАО «Тяжмехпресс», при этом было создано комплектное конкурентоспособное технологическое оборудование, разработана проектная документация на строительство (реконструкцию) заводов по производству автоклавного ячеистого бетона мощностью 50-60, 70-80, 100—120 тыс. м3 изделий в год. Была разработана концепция для тиражирования таких производств как на новых площадках, так и на действующих предприятиях и в первую очередь заводах силикатного кирпича, где можно эффективно использовать производственную инфраструктуру (тепловые и энергетические мощности, автоклавы, мельницы, приёмные устройства, склады).
Эта концепция и оборудование были успешно использованы в Республике Беларусь при модернизации ОАО «Любанский завод стеновых блоков» и ОАО «Оршастройматериалы», а также на ЗАО «Воронежский комбинат строительных материалов» в 2010—2011, когда под руководством В. И. Жаглина остановленный цех по производству минераловатной плиты был реконструирован в цех по производству ячеистого автоклавного бетона мощностью до 288000 м3 в год.
В. И. Жаглин был сторонником системы непрерывных улучшений производства и освоения новых технологий. Только в 2008—2014 годах под его руководством на комбинате были запущены: участок по производству полиэтиленовой плёнки, участок колки и рустирования кирпича, растворо-бетонный узел Simem, технологическая линия по производству тротуарной плитки Compacta 3000, смонтированы и введены в эксплуатацию 3 гидравлических пресса WKP, участок дозирования пигментов Finke, две упаковочные линии Lachenmeier для автоклавного газобетона и т. д.
В. И. Жаглин был стержнем технической мысли комбината на протяжении свыше тридцати лет, фактически совмещая должности директора и главного инженера. Яркий и талантливый человек, великолепный профессионал, умелый руководитель, пользовался высоким авторитетом в строительной отрасли. Динамично развивающийся Воронежский комбинат строительных материалов долгое время был площадкой обмена идеями и опытом для многих производителей силикатных изделий.
Отличался крайней порядочностью и скромностью. Будучи руководителем одного из крупнейших в стране предприятий по производству стройматериалов, до конца жизни прожил в панельной трёхкомнатной квартире, выделенной ему в 1990 году горисполкомом.